# Порт-Алексей
Порт-Алексей — историческое название бухты Сек (англ. Sek Harbour), сохранившееся ныне только на российских морских картах. Находится у северо-восточного побережья Новой Гвинеи в районе Алексисгафен в заливе Астролябия Новогвинейского моря и отделена от него островом Скобелев (Сек). Также известна, как англ. Alexis Harbour, англ. Alexis-Hafen, англ. Grossfurst-Alexis Hafen, нем. Grossfürst-Alexis Hafen, англ. Sec Harbor, англ. Sek Harbour.

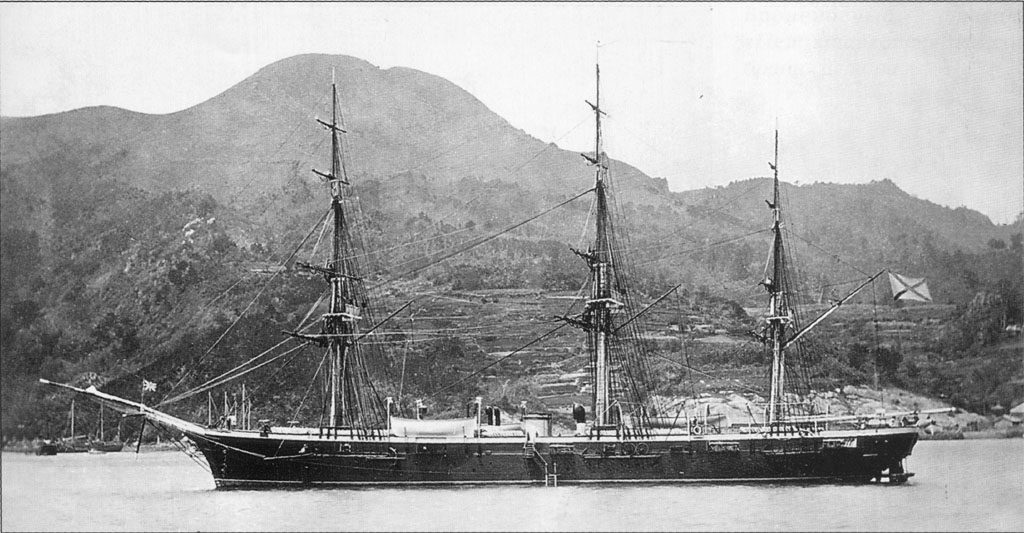
Корвет «Скобелев»

 Названа в 1872 году выдающимся русским этнографом и путешественником Н. Н. Миклухо-Маклаем в ходе своей первой экспедиции в Новую Гвинею в честь великого князя Алексея Александровича. С 17 по 23 марта 1883 года в ходе кругосветной экспедиции корвета «Скобелев», при участии Миклухо-Маклая, была проведена подробная гидрографическая съемка с целью определения возможности создания здесь заправочной базы для крейсеров императорского флота (позднее от этой идеи отказались). И хотя исходное русское наименование бухты вышло из употребления, его немецкий перевод дал в разное время имена целому ряду объектов в её окрестностях и используется до сих пор, как название населённого пункта Alexishafen.